# إيفان خايمي
إيفان خايمي (بالإسبانية: Iván Jaime Pajuelo) هو لاعب كرة قدم إسباني، ولد في 26 سبتمبر 2000 في مالقة في إسبانيا. لعب مع نادي مالقا.

## وصلات خارجية
- إيفان خايمي على موقع الاتحاد الأوربي (الإنجليزية)
- إيفان خايمي على موقع قاعدة بيانات كرة القدم.إي يو (الإنجليزية)
- إيفان خايمي على موقع Soccerway.com (الإنجليزية)